# Palček Smuk
Palček Smuk (češko Rákosníček) je češkoslovaška animirana televizijska serija za otroke iz let 1976 in 1983 v režiji Zdenka Smetane.
Glavni junak serije je palček Smuk (v slovanskih verovanjih demon, ki skrbi za vodno telo), ki živi v ribniku Brbotalnik (češko Brčálník). Ima zeleno kožo in oblačila, sedem koničastih las na vrhu glave, velik nos v obliki viseče solze in okrogla, štrleča ušesa. Je radoveden in pameten (iznajdljiv). Odlikujeta ga smisel za humor in poštenost.

## Sezone
- prva sezona: Palček Smuk in zvezde (Rákosníček a hvězdy; 13 epizod, 1976)
- druga sezona: Palček Smuk in njegov ribnik (Rákosníček a jeho rybník; 26 epizod, 1983-1987)

## Slovenska sinhronizacija
Glas je Palčka Smuka v slovenščini pripada Nacetu Simončiču, medtem ko je pripovedovalec Jurij Souček. Ostale like je sinhronizirana Majda Potokar, Damjana Černe, Doris Potočki in drugi.